# プロト直閃石
プロト直閃石（プロトちょくせんせき、 Proto-anthophyllite）は、2003年に発表された日本産新鉱物で、アリゾナ州立大学の鉱物学者小西博巳などにより、岡山県新見市の高瀬超苦鉄質複合岩体から発見された。 化学組成はMg2Mg5Si8O22(OH)2で、斜方晶系。直閃石(Anthophyllite)（斜方晶系）と同じ化学組成をもち、同じく斜方晶系ではあるが、結晶構造の異なる同質異像である。